# 越南服飾

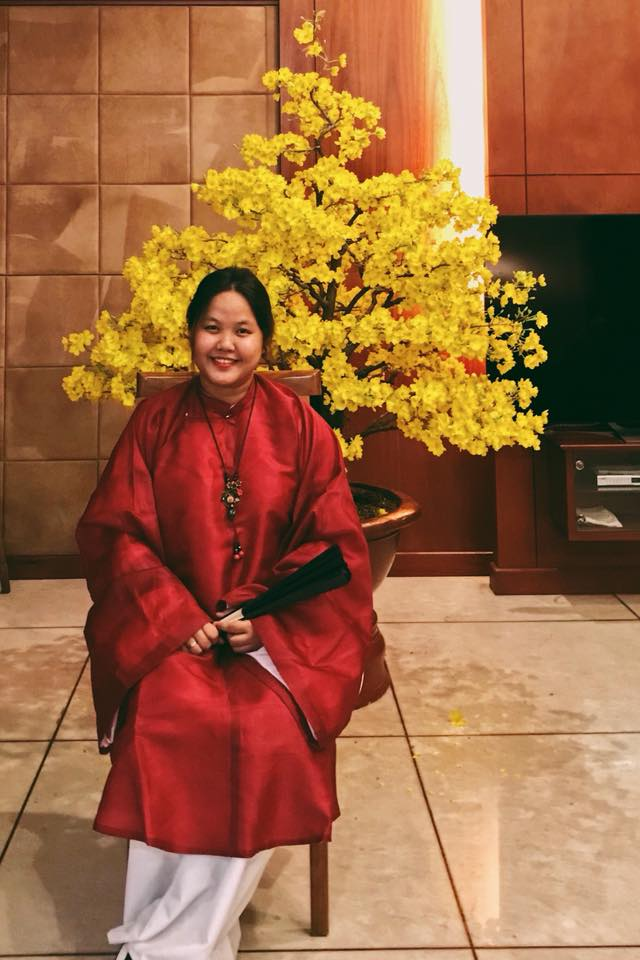
阮朝时期的越服

越南服飾（越南语：／），又称越服（越南语：／），指的是京族的传统服飾和历史服饰。歷史上越南的服飾種類較多，包括現在廣為人知的奧黛、四身襖等民間日常服裝。
在越南古代，服饰被视为最重要的社会地位的标记之一，并制定有严格的服装规定。

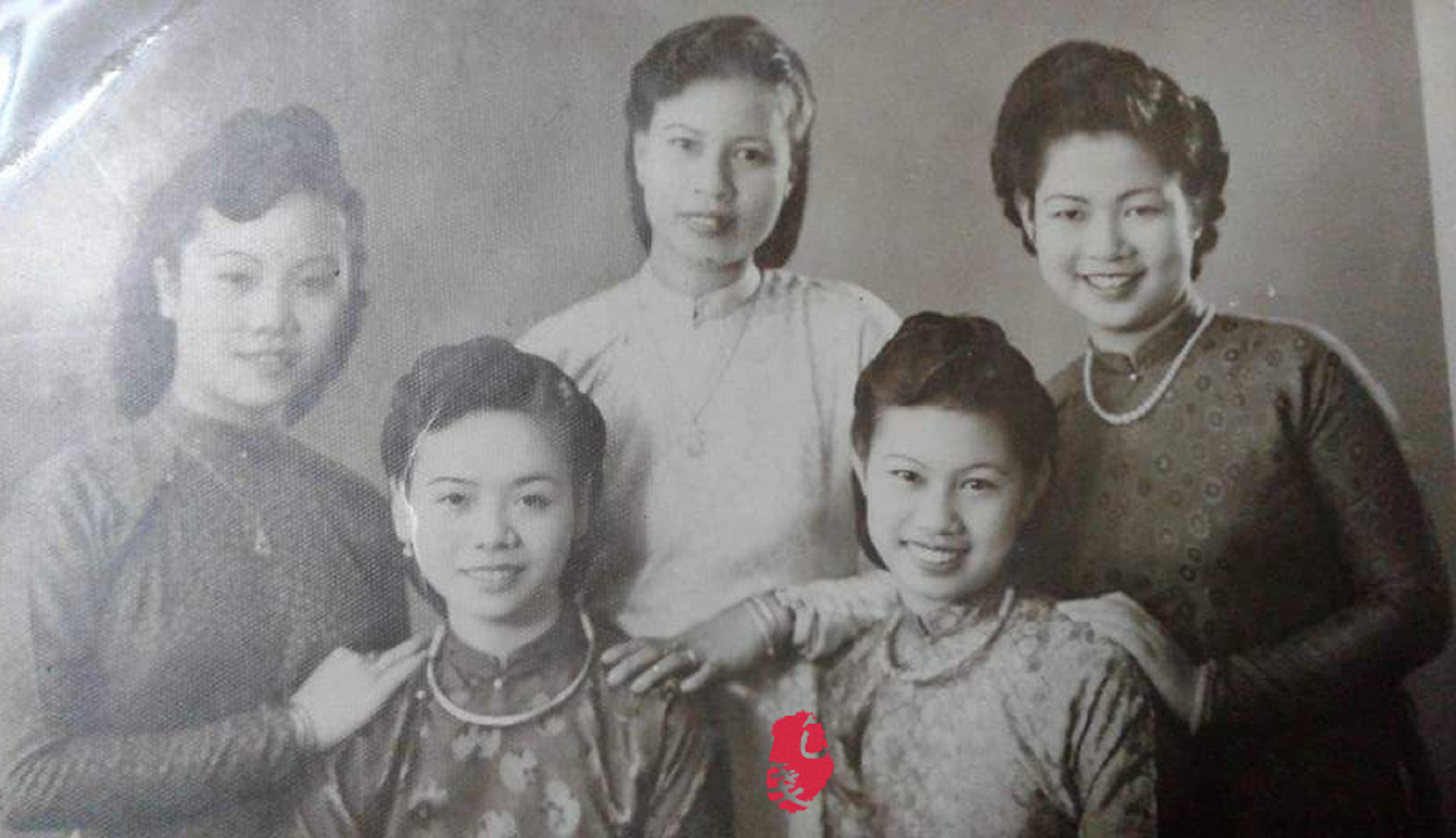
1950.

## 日常服飾
平民在日常生活中往往只能穿着样式简单的衣服，并在衣服的颜色上有严格的规定。在越南史上某段时期，庶民只能穿着黑色、褐色或白色的衣服（特殊的节日庆典的场合除外）。这样的规定往往依统治者的偏好而产生变化。

### 阮朝以前
阮朝以前越南人的日常服饰，尤其是平民阶层的日常服饰，较多的受到中国的影响，在滿族入主中原以前，越南人的日常服饰多为类似汉服常服的样式，并加入了一些本国服饰的元素。一些流传至今的服饰类型包括：
- 四身襖（越南语：／）

從公元12世纪到20世纪早期，它是越南妇女中最常见的一种服饰。它的发展也伴随着中式衣服的传入。
- 五身袄（越南语：／）

与四身袄较为类似。其下摆分为五块。

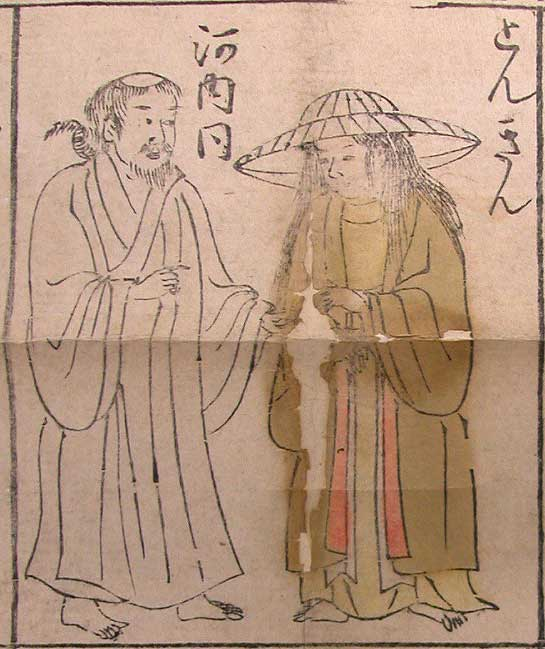
日本縣立長崎圖書館所藏的《万国人物圖》（1645年）上的越南（河內／東京）人。
日本九州大学文系合同圖書室所藏的《世界人物圖卷》（1714年）上的越南（東京）人。
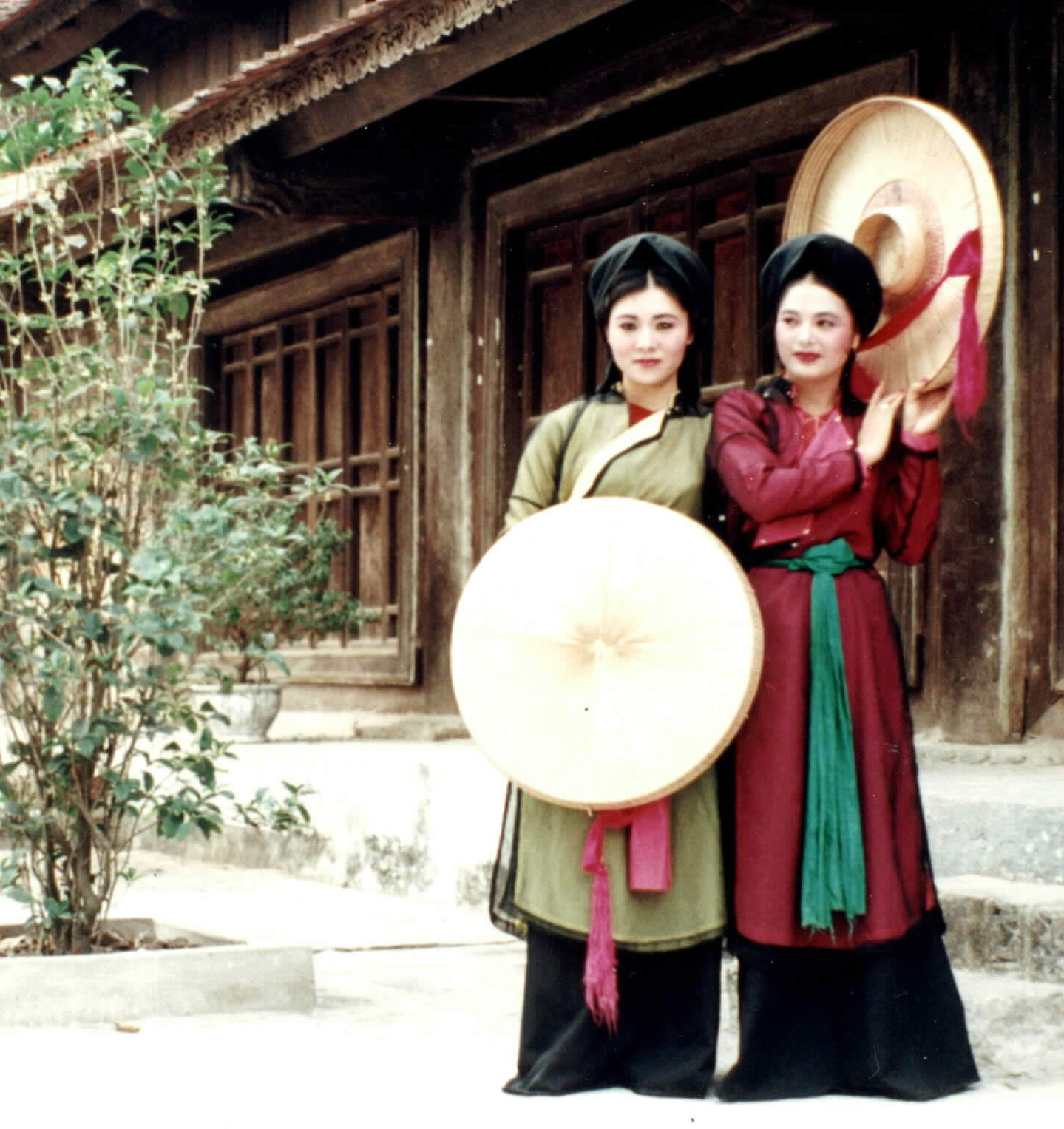
现代，身着四身袄的女子。

### 阮朝建立以后
阮朝建立以来，越南人的日常服饰产生了一些变化，其中包括来自清朝服饰、以及后期的来自法国服饰的影响。平民阶层的日常服饰趋向于紧身化，类似于清朝服饰的奥黛在这一时期开始成型；在上流社会和贵族阶层，人们的日常服饰则更多的混合了清朝服饰的元素，而在出席正式场合或节日庆典时，传统的较为宽大的朝服、礼服等仍会被使用。

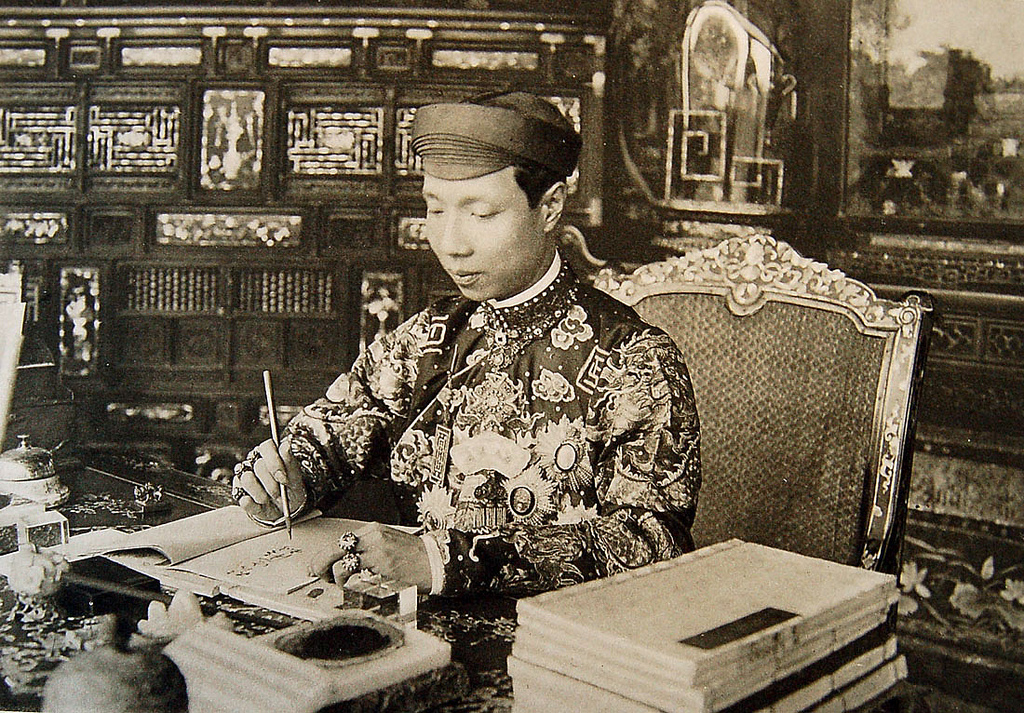
启定帝，1916年。
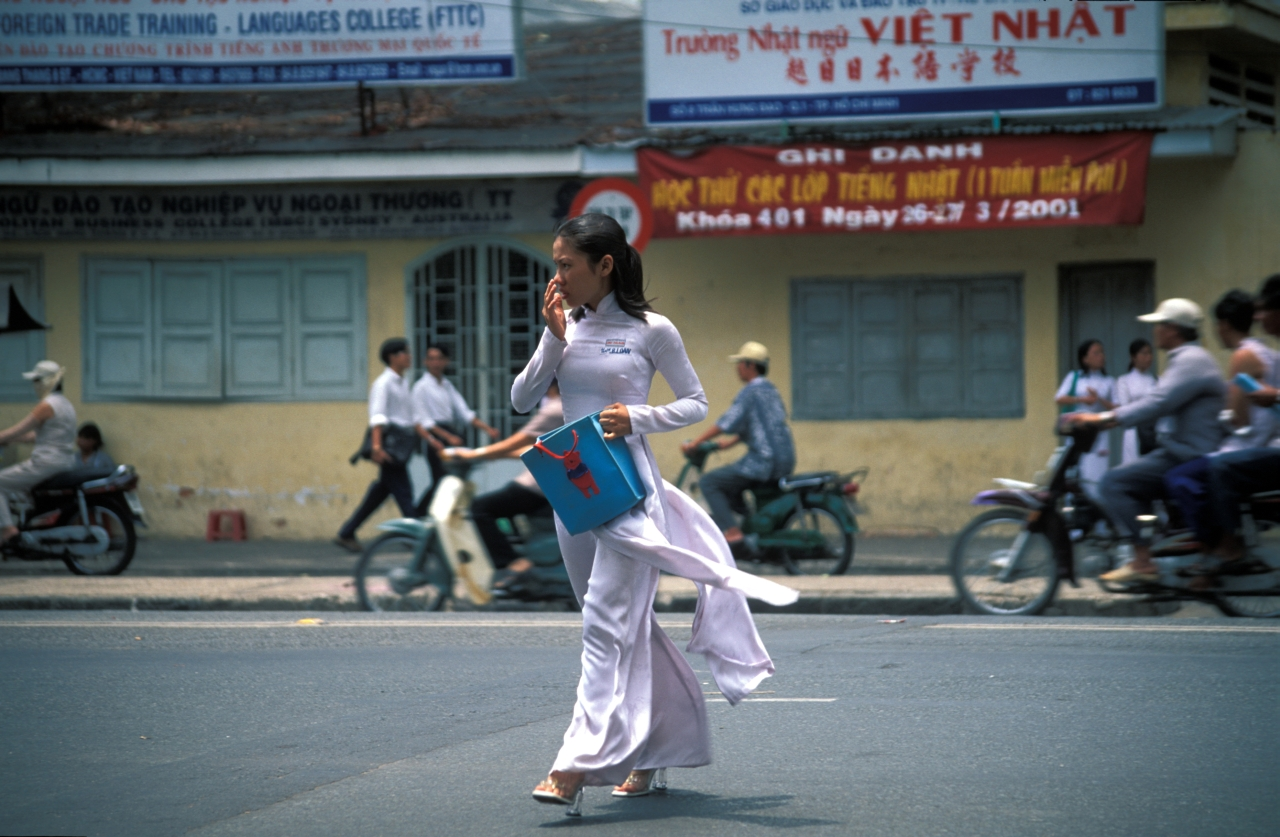
现代，穿著奥黛的女學生。

## 正式服饰
历史上，只有國王（越南君主內稱皇帝，外稱國王）才能穿着黄色的服饰，臣子可以穿着红色、紫色的服饰。不同等级和官职的朝廷官员的官服有着严格的规定，在出席庆典或仪式时被要求穿著。由于历朝历代的统治者们的规定有所不同，越南历代官服的形制也有些许差异。

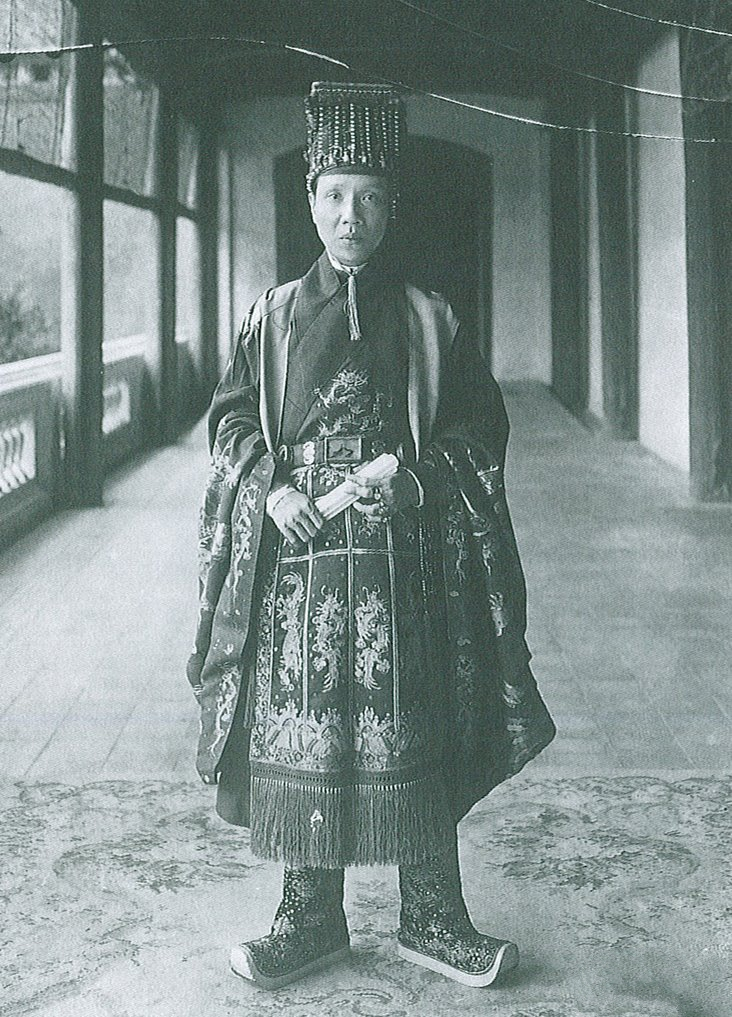
越南阮朝弘宗宣皇帝阮福晙（启定1916年—1925年）31岁登基时的冕服照片（1916年）。
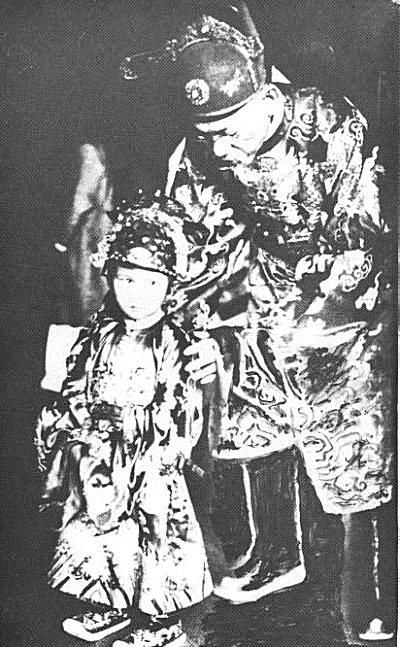
保大帝阮福晪的皇子阮福保隆。
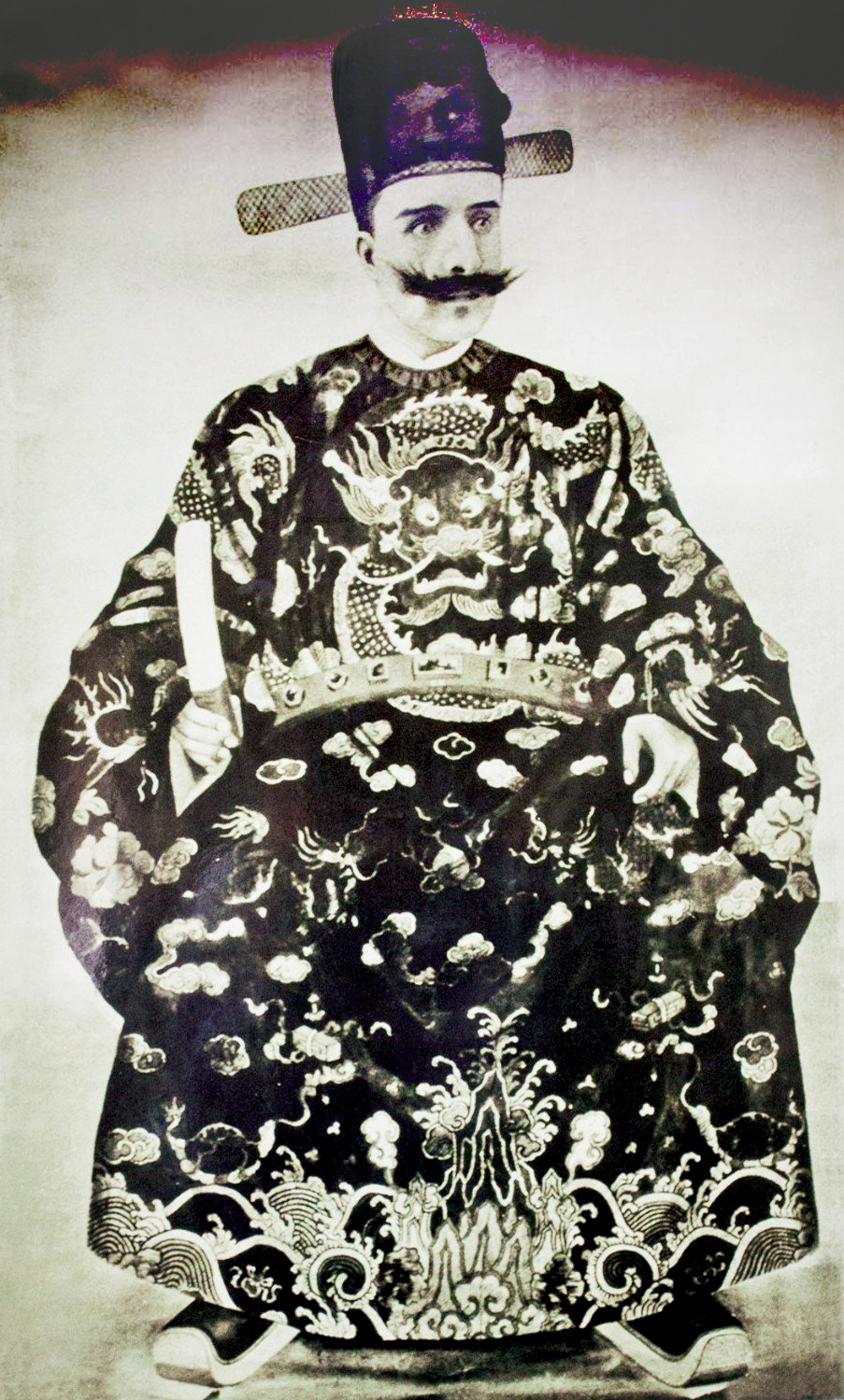
方蘇雅（Auguste Francois）曾著越南官服的照片，1898年。
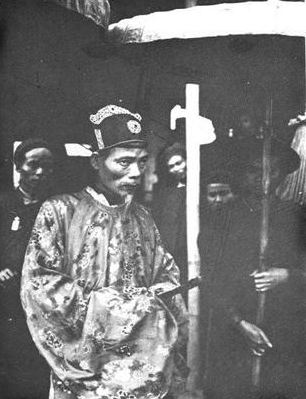
越南科舉的一名陈姓監考者（1897年）。
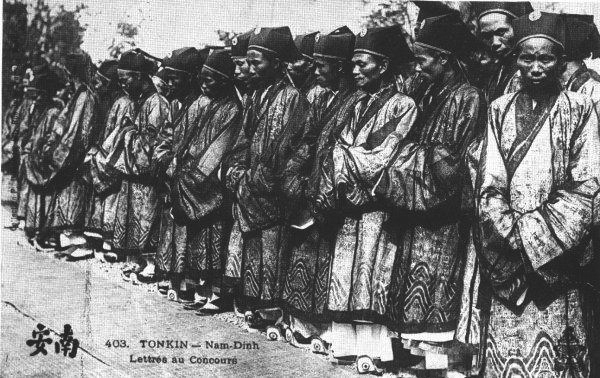
19世紀末參與科舉考試的越南儒生。
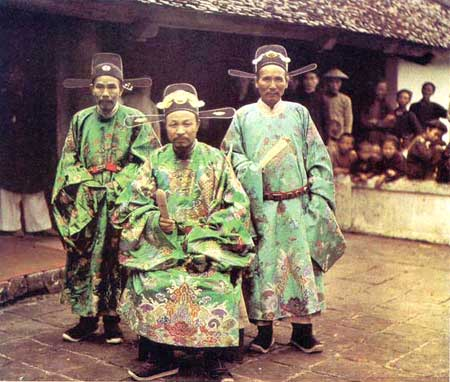
19世紀末的越南官員。
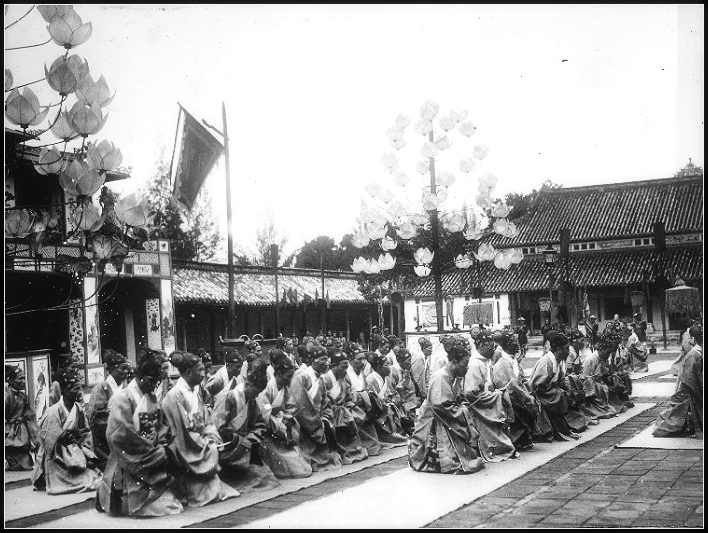
1924年9月至10月的越南啟定帝四十歲壽辰的慶典（四旬大慶）。
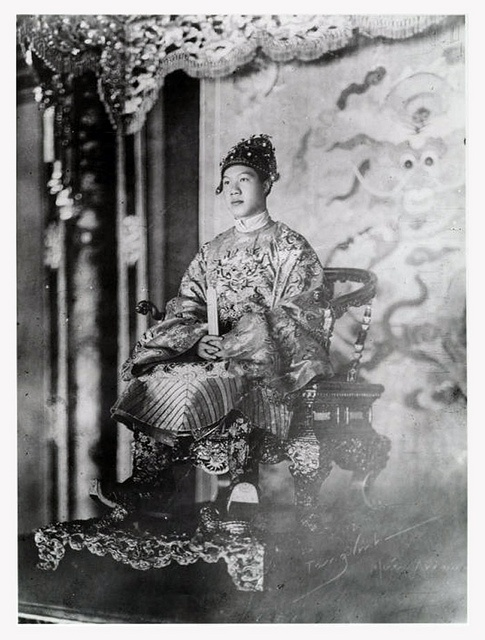
保大皇帝的坐像。
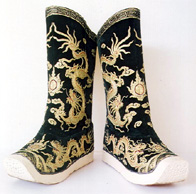
越南冕服的贴金靴。
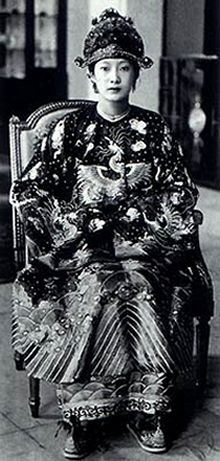
南芳皇后。

### 阮朝以前

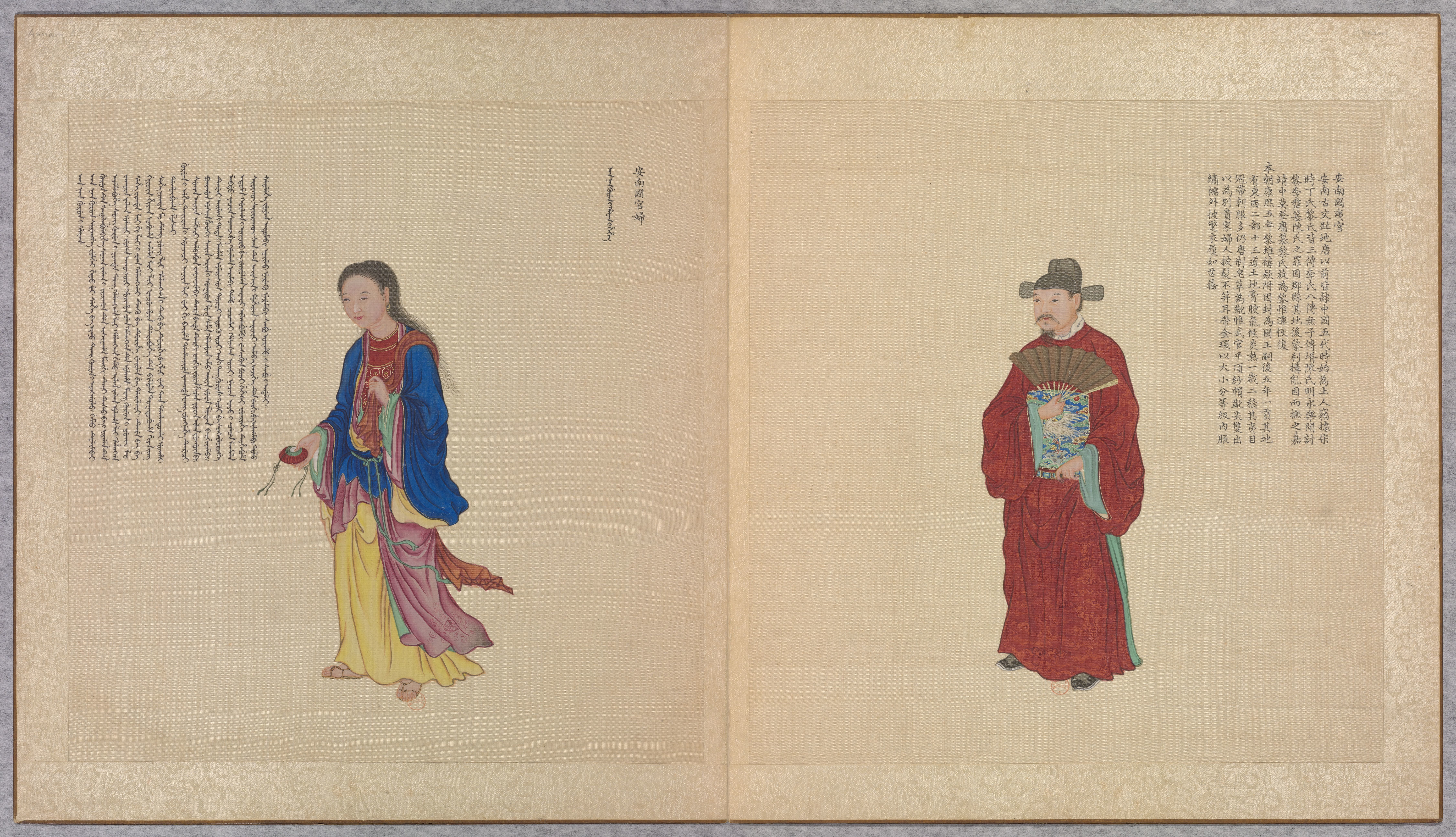
清代《皇清職貢圖》的後黎朝官僚階級形象

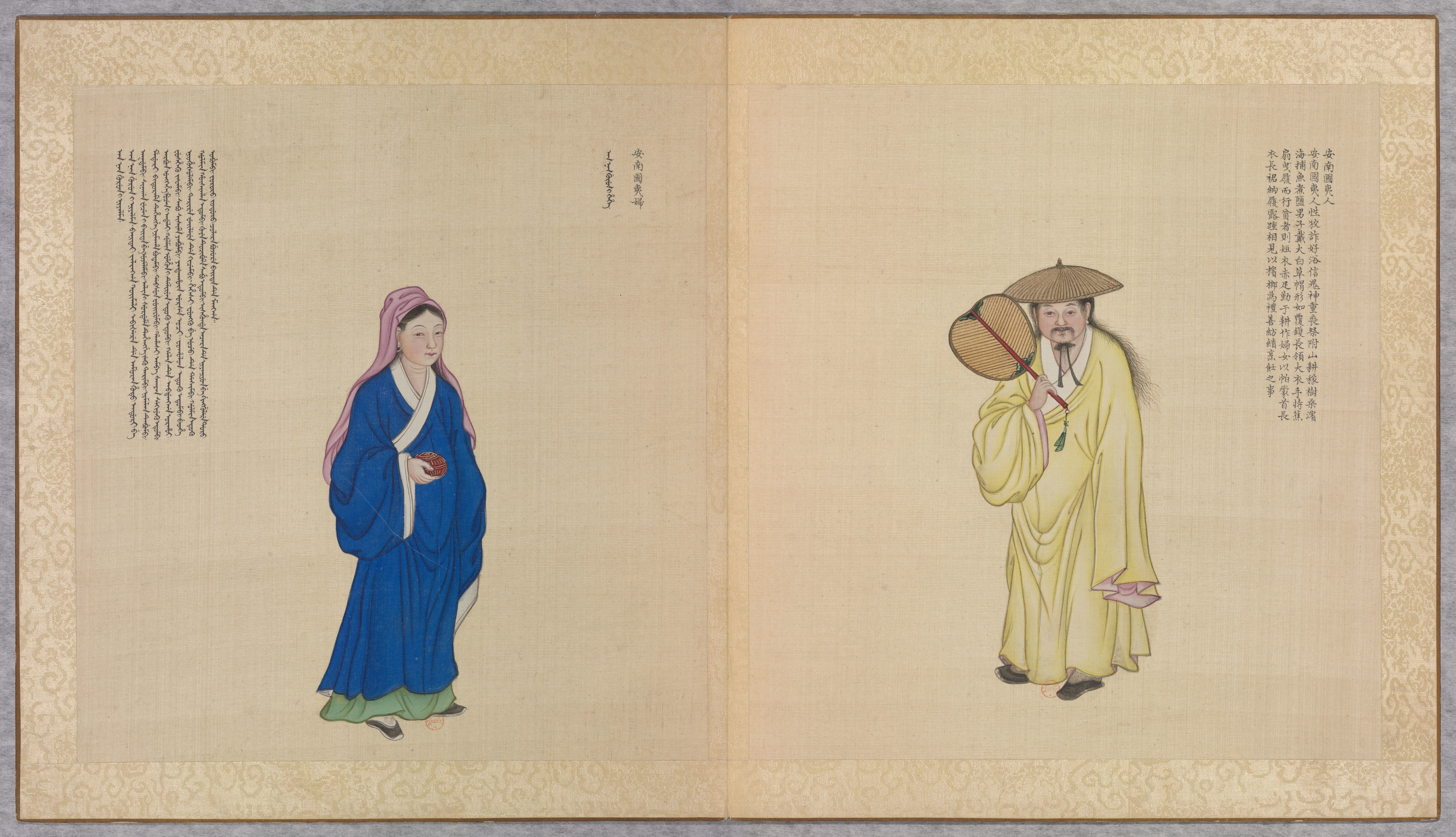
清代《皇清職貢圖》的後黎朝平民階級形象

越南歷代正統服制多因襲或模仿中國的樣式，如明代嚴從簡在《殊域周咨录》就記越南后黎朝「及其黎氏诸王自奉天朝正朔，本国递年差使臣往来，常有文学之人则往习学艺，编买经传诸书。并抄取礼仪官制内外文武等职，与其刑律制度，将回本国，一一仿行。因此风俗、文章、字样、书写、衣裳制度，并科举、学校、官制、朝仪、礼乐、教化，翕然可观」；清代《皇清職貢圖》也記「其夷目冠带朝服多仍唐制，皂革为靴。惟武官平顶纱帽，靴尖双出以为别。贵家妇人披髪不笄，耳带金环以大小分等级，内服绣襦，外披氅衣，履如芒屩...」。
黎熙宗時，越南朝廷曾頒文禁止清朝風俗流入越南。后黎朝正和十七年（1696年），黎熙宗明令移居越南的中國人必須遵從越南風俗，不許沿用清朝習俗，亦禁止越南人仿效清朝服飾。《钦定越史通鉴纲目》記載：
|  | 自清帝入中國、剃髮短衣、一守滿洲故習。宋明衣冠禮俗為之蕩然。北商往來日久、國人亦有效之者。乃嚴饬北人籍我國者、言語衣服、一遵國俗。 …… 沿邊之民、亦不得效其聲音衣服、違者罪之。 |

越南的衣冠制度，雖歷代均有修改，但始終沿襲中國以衣冠別尊卑的基本思想。歷代服制均取法甚至因襲中國。

### 阮朝
阮朝建立（1802年）以后，對朝服、官服、禮服等正式服飾做出了明確規定。阮朝的宫廷礼服、帝王、大臣的朝服。如阮朝末代帝王保大帝所着的弁冠、兖服。清朝入主中原之后，阮朝建立时中国己是清朝中期，因为清朝官服是持续明朝一些特地，但是阮朝的大部分官服都以清朝时期的戏服为蓝本结合自身需求所制作。中国明朝皇帝的冕旒为十二旒，越南皇帝的冕旒为六旒。1898年駐雲南府（今昆明）的法國領事方蘇雅（Auguste Francois）曾著越南官服拍摄照片（附圖），其所著之服即为越南阮朝帝王的朝服，從造型看，此同明代宗藩、大臣的朝服非常类似。《大南實錄·正編·第一紀·世祖實錄》記載：
|  | 嘉隆五年（1806年）四月、定文武品服。詔曰：大朝品服、自一品之上至正七品，文階冠并用圓幞頭樣、武階并用方幞頭樣。 ……一品之上、文武并用蟒袍紫色。自正一品至從三品、文武并蟒袍、青綠藍黑諸色隨用。正四品、從四品文武并花袍、青綠藍黑諸色隨用。正五品、從五品文武并紗緞、青綠藍黑諸色隨用。補子文繡雲雁、武繡文豹、并紅地。正六品、從六品袍并同五品、補子文繡白鵬、武繡熊、并紅地、正七品袍同六品、補子文繡鴛鴦。紅地帶身并紅色。 |

阮朝时期，越南在东南亚征战不断，阮朝皇室也曾对其藩属国赐赠冠服。如阮世祖嘉隆十五年越南曾赐真腊藩僚常朝官服，《大南实录·正编·第一纪·卷五十四·嘉隆十五年七月条》记载：
|  | 初藩王匿縝既受冠服、藩僚见而美之、皆愿改从我国服色、嘉定城臣为之请。帝命群臣议定藩僚十品至七品冠服、视朝廷三品以下官、六品以下不得预、乃令图家制十品九品冠服二十三副、赐藩僚二十三人、又制八品七品冠服四副为式、遣边和访簿陈明义赉赐之、藩王拜受于柔远堂。自此腊人衣服器用多慕汉风、蛮俗渐改革矣。 |

## 腳注
1. ↑  《大南實錄·正編·第一紀·世祖實錄》，越南阮朝，國史館
2. ↑  真腊官僚自十品至一品，以十品为上，九品次之，余以类推
3. ↑  《大南实录·正编·第一纪·卷五十四·嘉隆十五年七月条》，越南阮朝，國史館